# Лесной (Нязепетровский район)
Лесной — упразднённый посёлок в Нязепетровском районе Челябинской области России. На момент упразднения входил в состав Нязепетровского городского поселения. Был упразднён и исключён из учётных данных в 1995 году.

## География
Находился в 25 км к северо-востоку от Нязепетровска..

## История
Возник на территории участка Нязепетровского леспромхоза, официально наименование населённому пункту было присвоено 15 мая 1958 года.
Согласно справочнику административно-территориального деления Челябинской области на 1970 год население посёлка составляло 243 человека.
Согласно топографической карте 1992 года население посёлка составляло приблизительно 80 человек.
В 1970 году в посёлке работала лесозаготовка, а в 1992 году работала машинно-тракторная станция.

## Население
| 1970 | 1977 | 1983 |
| ---- | ---- | ---- |
| 243  | ↘155 | ↘111 |